# David Malukas
David Malukas (Chicago, Illinois, 27 september 2001) is een Amerikaans autocoureur.

## Carrière
Malukas begon zijn autosportcarrière in het karting in 2009. Hij bleef hier tot 2017 actief. Tijdens deze jaren behaalde hij achtmaal de top drie in meerdere categorieën van de Amerikaanse WKA Manufacturer's Cup, maar nooit als kampioen. Wel won hij in 2013 de Mini Max-klasse van de Rotax Max Challenge Grand Finals, werd hij in 2014 kampioen in de Odgen USA Formula TaG Junior-klasse van de Florida Winter Tour en zegevierde hij in 2015 in de IAME International Final in de X30 Junior-klasse.
Aan het eind van 2016 debuteerde Malukas in het formuleracing in het Verenigde Arabische Emiraten Formule 4-kampioenschap, waarin hij voor Rasgaira Motorsports deelnam aan drie van de vijf reguliere raceweekenden van het seizoen 2016-2017. Hij behaalde twee podiumplaatsen op het Yas Marina Circuit en het Dubai Autodrome en werd met 97 punten vijfde in het kampioenschap als de eerste coureur die niet alle races reed.
In 2017 nam Malukas deel aan zowel het ADAC Formule 4-kampioenschap in Europa als de U.S. F2000 in de Verenigde Staten, uitkomend voor respectievelijk de teams Motopark en BN Racing. In de Formule 4 was een vijfde plaats op de Motorsport Arena Oschersleben zijn beste resultaat en werd hij met twintig punten negentiende in het kampioenschap. In de U.S. F2000 miste hij vijf van de veertien races, maar in zijn derde race op Road America behaalde hij direct pole position en eindigde de race achter Rinus VeeKay als tweede. Met 108 punten eindigde hij als tiende in het klassement.
In 2018 verliet Malukas Europa en stapte hij over naar het Pro Mazda Championship, waarin hij zijn samenwerking met BN Racing voortzette. Hij won twee races op Road America en voegde hier tijdens de seizoensafsluiter op de Portland International Raceway een derde zege aan toe. Met 293 punten werd hij achter VeeKay, Parker Thompson en Oliver Askew vierde in de eindstand.
In 2019 maakt Malukas de overstap naar de Indy Lights, waarin hij opnieuw uitkomt voor BN Racing. Na een uitstap in 2020 naar Formula Regional Americas Championship rijdt Malukas in 2021 wederom een seizoen in de Indy Lights. Met zeven overwinningen dat jaar eindigt hij uiteindelijk op de tweede plaats in het algemeen klassement.
In 2022 maakt Malukas zijn debuut in de Indy Car voor het team van Dale Coyne Racing